# Station Blitar
Blitar is een spoorwegstation in Blitar in de Indonesische provincie Oost-Java.

## Bestemmingen
- Gajayana: naar Station Malang en Station Jakarta Kota
- Malabar: naar Station Malang en Station Bandung
- Matarmaja: naar Station Malang en Station Pasar Senen
- Penataran: naar Station Surabaya
- Rapih Dhoho: naar Station Surabaya